# Allocation d'éducation de l'enfant handicapé
L’allocation d’éducation de l’enfant handicapé (AEEH) est une allocation versée, en France au bénéfice des enfants handicapés.
Elle remplace depuis 2006 (Loi pour l'égalité des droits et des chances, la participation et la citoyenneté des personnes handicapées) l’allocation d’éducation spécialisée. À partir de 2021, l’allocation est financée par la Caisse nationale de solidarité pour l'autonomie, les organismes débiteurs des prestations familiales restant responsables du paiement et du contrôle.
Son nombre de bénéficiaires en 2020 est de 372 000.

## Définition
L’allocation d’éducation de l’enfant handicapé est destinée à compenser les frais supportés par toute personne ayant à sa charge un enfant ou un adolescent handicapé.

## Conditions d'attribution
Pour les résidents français :
1. Justifier d'avoir à charge un enfant handicapé de moins de 20 ans
2. l'enfant handicapé doit présenter un taux d'incapacité permanente au moins égal à 80 %,ou compris entre 50 % et 79 %, s'il fréquente un établissement d'enseignement adapté, ou si son état exige le recours à un dispositif adapté, ou si son état exige le recours à des soins dans le cadre de mesures préconisées par la commission des droits et de l'autonomie des personnes handicapées (CDAPH)